# Łatwowierny smok
Łatwowierny smok (ros. Доверчивый дракон) – radziecki krótkometrażowy film animowany z 1988 roku w reżyserii Leonida Szwarcmana. 

## Obsada (głosy)
- Olga Arosiewa jako kura
- Ludmiła Iwanowa jako sąsiadka
- Gieorgij Burkow jako dozorca
- Jewgienij Wiesnik jako gospodarz
- Spartak Miszulin jako awiator
- Boris Nowikow jako pies
- Jurij Puzyriow jako sąsiad
- Leonid Jarmolnik jako smok

## Wersja polska
- Reżyseria: Urszula Sierosławska
- Dialogi: Mariusz Jaworowski
- Dźwięk: Jolanta Küchler
- Montaż: Jolanta Nowaczewska
- Kierownictwo produkcji: Jan Szatkowski, Małgorzata Zielińska

Źródło: